# 上川天幕出入口
上川天幕出入口（かみかわてんまくでいりぐち）は、北海道上川郡上川町字天幕にあった旭川紋別自動車道の出入口である。浮島ICまでの未開通区間の工事の遅れのため暫定設置されたが、同区間の供用開始に伴い廃止された。

## 歴史
- 2006年（平成18年）11月19日：愛山上川IC - 上川天幕出入口間 （上川上越道路）の開通により供用開始。
- 2010年（平成22年）3月28日：上川天幕出入口 - 浮島IC間 （上川上越道路）の供用開始に伴い廃止。

## 周辺
- 天幕駅跡（JR北海道・石北本線）

## 接続道路
- 国道273号

## 隣
E39 旭川紋別自動車道
(3) 上川層雲峡IC - 上川天幕出入口 - (4) 浮島IC